# Télescope de Herschel
Pour les articles homonymes, voir Herschel.
Ne doit pas être confondu avec Herschel (télescope spatial) ou Télescope William-Herschel.

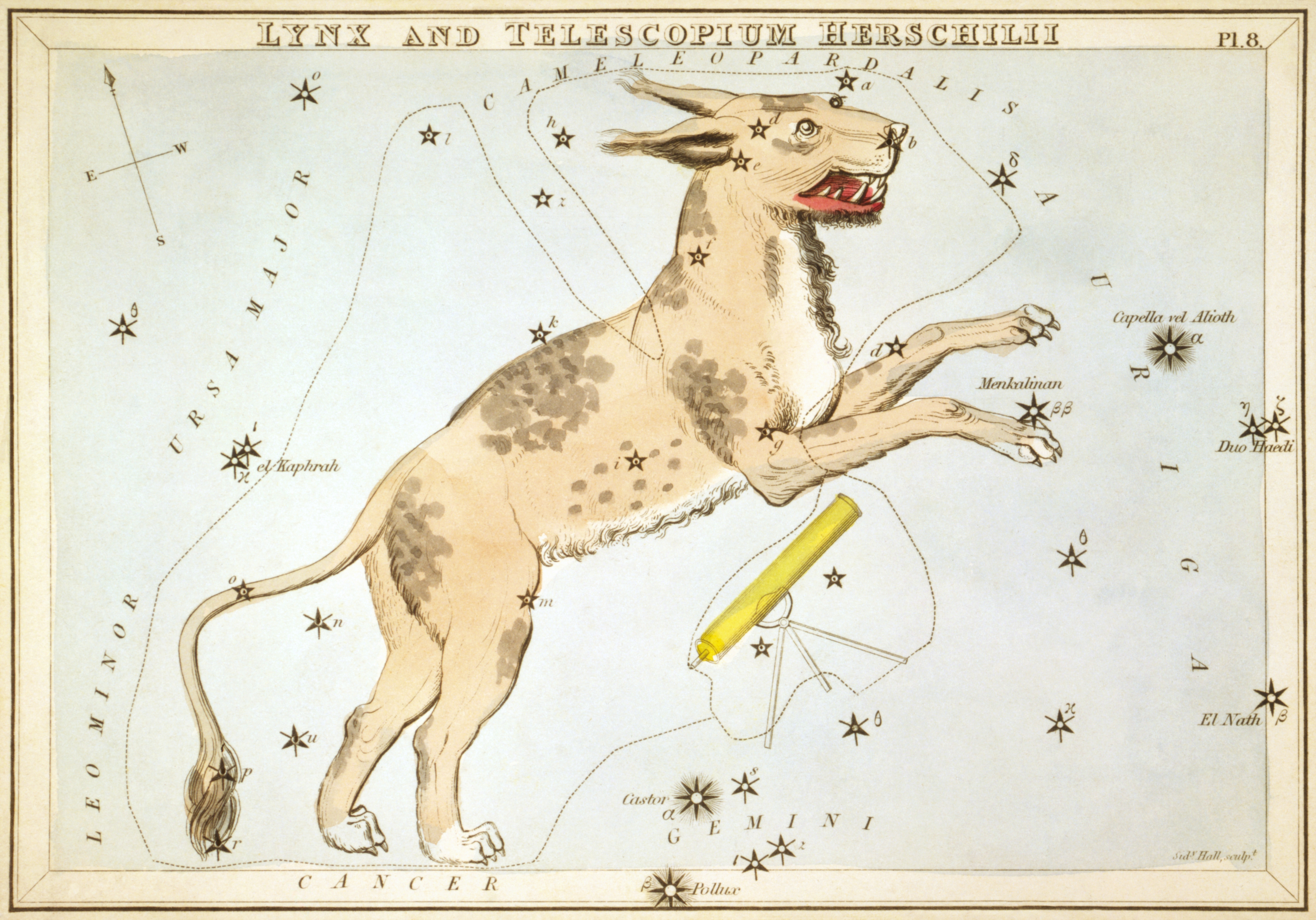
Lynx et télescope de Herschel, planche 8 d'Urania's Mirror, un ensemble de cartes célestes accompagné d'un traité familier sur l'astronomie par Jehoshaphat Aspin.

Le Télescope de Herschel (en latin : Telescopium Herschelii) était une constellation créée par Maximilien Hell en 1781 en l'honneur de l'astronome anglais William Herschel. Elle était située entre les constellations du Lynx et des Gémeaux. Elle est devenue obsolète.
Son étoile la plus brillante était ψ2 Aurigae (ou 50 Aurigae), de magnitude apparente 4,8.